# 伴国道
伴 国道（とも の くにみち、神護景雲2年〈768年〉 - 天長5年〈828年〉）は、平安時代初期の公卿。左少弁・大伴継人の子。官位は従四位上・参議。勲等は勲六等。 比叡山延暦寺や高野山金剛峰寺を建立。

## 経歴
延暦4年（785年）父・継人が藤原種継暗殺事件に関与し処刑されたため、国道も連座して佐渡国への流罪となる。佐渡では国道が聡明で優れた人物であるとして、国守は彼を優遇して師友と仰ぎ、問題が発生した際には対処を決定させ、公文書も作成させるなど、行政を補佐させたという。桓武朝末の延暦22年（803年）恩赦により平安京に戻る。
嵯峨朝初頭の弘仁2年（811年）陸奥少掾に任ぜられる。同年に行われた征夷将軍・文室綿麻呂による幣伊・爾薩体を対象とした蝦夷征討に参画したか。陸奥権介を経て、弘仁4年（813年）従五位下に叙爵する。その後は宮内少輔・民部少輔・伊予介などを歴任し、内官（在朝官人）と外官（地方官）の両方で優れた業績を残した。またこの間の、弘仁10年（819年）に従五位上に昇叙されている。
嵯峨朝末の弘仁13年（822年）正五位下・右中弁に抜擢されると、翌弘仁14年（823年）4月に淳和天皇の即位に伴って従四位下・左中弁と弁官を務めながら急速に昇進し、同年5月には参議兼右大弁に任官して公卿に列した。また、淳和天皇の即位に際して、天皇の諱（大伴）を避けるために大伴宿禰姓から伴宿禰姓へ改姓している。
天長2年（825年）従四位上に昇叙されると共に、按察使と武蔵守を兼帯して東国の地方統治に携わった。天長5年（828年）陸奥按察使を兼ねて陸奥国に赴任するが、同年11月12日に赴任先で卒去。享年61。最終官位は参議従四位上。

## 官歴
注記のないものは『六国史』による。
- 延暦4年（785年） 日付不詳：流罪（佐渡国）
- 延暦22年（803年） 11月15日：恩赦
- 弘仁2年（811年） 正月11日：陸奥少掾[2]
- 弘仁3年（812年） 正月12日：陸奥権介[2]
- 時期不詳：正六位上
- 弘仁4年（813年） 正月7日：従五位下
- 弘仁6年（815年） 正月12日：宮内少輔
- 弘仁7年（816年） 正月：伊予介[2]
- 弘仁10年（819年） 正月7日：従五位上
- 弘仁12年（821年） 9月26日：民部少輔[2]
- 弘仁13年（822年） 2月：右中弁[2]。10月1日：正五位下
- 弘仁14年（823年） 4月19日：従四位下、左中弁[2]。4月28日：大伴氏から伴氏へ改姓。5月14日：参議兼右大弁[2]
- 天長2年（825年） 正月4日：従四位上。正月11日：兼按察使武蔵守、右大弁勘解由長官如元[2]
- 天長3年（826年） 正月21日：兼相模守[2]。3月3日：兼武蔵守[2]
- 天長5年（828年） 2月：兼陸奥按察使[4]。11月12日：卒去（参議従四位上）

## 系譜
- 父：大伴継人[3]
- 母：不詳
- 生母不明の子女
  - 男子：伴高道
  - 男子：伴経道
  - 男子：伴安道
  - 男子：伴国清
  - 女子：遍昭妻
  - 五男：伴善男[3]（811-868）
  - 男子：伴国恒
  - 男子：伴河男[3]